# رينات موروزوف
رينات موروزوف (بالأوكرانية: Морозов Рінат Вікторович)‏ هو لاعب كرة قدم ومدرب كرة قدم أوكراني، ولد في 24 أكتوبر 1969 في خاركيف في أوكرانيا. لعب مع FC Mayak Valky ‏.